# Atemptat contra Eduardo Dato
El president del Govern espanyol i polític del Partit Conservador Eduardo Dato va morir a Madrid el 8 de març de 1921 víctima d'un atemptat anarquista.

## Antecedents
L'agost de 1917 es creà un comitè conjunt CNT - UGT per declarar la vaga general. Tot i que els objectius podien ésser divergents, l'acció fou unitària. L'espurna nasqué d'una vaga de ferroviaris que s'estengué a la resta de sectors. Tot això s'acompanyà del moviment encapçalat per la Lliga Regionalista de l'Assemblea de Parlamentaris. Fou l'expressió més viva del descontentament obrer per la pujada de preus i la baixada del salari real.
El 1919 la CNT encapçalà una altra vaga general, coneguda com la vaga de La Canadenca. Fou una vaga de llarga durada i que es traduí amb l'obtenció de la jornada de 8 hores, millores salarials generalitzades i la readmissió dels vaguistes acomiadats. En aquest cas, el govern espanyol actuà de mediador entre la Patronal i la CNT. Malgrat tot, la patronal no respectà l'acord i es reprengué la vaga. Aquest cop, però, la classe obrera en sortí derrotada, per tal com l'Estat no feu de mediador i s'alineà amb la Patronal, tot declarant l'Estat de Guerra a Barcelona i donant suport al locaut empresarial.
A partir de 1919 fins al cop d'Estat del general Miguel Primo de Rivera el 1923 es lliurà una lluita acarnissada entre la Patronal i la CNT. Les pràctiques terroristes es multiplicaren. Paradoxalment, aquest terrorisme procedia de la Patronal i els anomenats sindicats grocs, com el Sindicat Lliure. L'execució de dirigents sindicalistes i obrers fou una pràctica habitual. Els empresaris contractaren pistolers per portar a terme aquesta política i generalitzaren les pràctiques de locaut.

## La Preparació

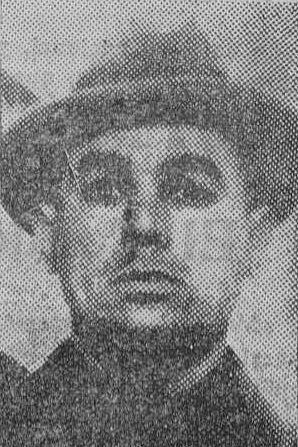
Lluís Nicolau

Un grup d'anarquistes catalans compost per Pere Mateu, Ramon Casanellas i Lluís Nicolau i Fort van comprar una motocicleta Indian amb sidecar gris a Barcelona i es van posar en contacte amb altres anarquistes a Madrid, on es van desplaçar per cometre l'acció, ciutat que desconeixien.
L'atemptat el van preparar com a resposta del sindicalisme barceloní a la dura repressió exercida pel governador civil Severiano Martínez Anido conta el moviment obrer.
Van rebre l'ajut de Veremundo Luis Díez, Ignacio Delgado Oroz i Mauro Bajatierra Morán (qui ja havia estat implicat en dos intents de magnicidi contra Alfons XIII) per comprar les armes a Eibar i dur-les a Madrid, de José Miranda, qui els va allotjar, Tomás de la Llave López per guardar la moto, i d'Adolfo Díaz i Mauro Bajatierra per preparar la fugida.
El 3 de febrer es va preparar un assaig, una vegada estudiats els recorreguts i comprovat que no duia escolta.

## L'acció
El 8 de març de 1921, a la sortida del Congrés dels Diputats, a les 8:20 del vespre, la motocicleta amb sidecar, conduïda per Ramon Casanellas es va acostar al vehicle militar Hudson matrícula ARM121, i es van disparar vint trets disparats contra el seu automòbil, Pere Mateu amb una Mauser, Lluís Nicolau amb una Star i Ramón Casanellas amb la seva pistola Bergman, totes tres de calibre 7.65. Va resultar mort el polític conservador i ferits el conductor Manuel Ros, sergent d'enginyers, i l'ajudant Juan Jose Fernández Pascual.

## Fugida i judici
Pere Mateu va romandre a Madrid i va ser capturat per la policia el 14 de març.
Amb l'ajuda dels companys madrilenys, Lluís Nicolau Fort va fugir a amb la seva esposa a Alemanya, però la policia local el va prendre a Berlín i el van extradir; Ramon Casanellas va fugir a Moscou, des d'on va escriure una carta inculpant-se dels fets i exculpant als seus companys que anaven a ser jutjats.

## Conseqüències
Pere Mateu i Lluís Nicolau van ser condemnats a mort però van rebre l'indult per Primo de Rivera i se'ls va canviar per cadena perpètua. Tots dos foren amnistiats durant la Segona República Espanyola el 1931.